# Potoccy herbu Szeliga

Herb Szeliga

Potoccy herbu Szeliga – polski ród szlachecki pochodzący ziemi opoczyńskiej Duży Potok oraz z województwa sieradzkiego.

## Historia
Wywodzić się mieli z tej samej linii potomków co Potoccy herbu Pilawa, pierwotnie używali herbu Szeliga, jednakże z czasem przeszli na herb Pilawa. Otrzymali też tytuł hrabiowski od papieża Leona XIII.

## Znani członkowie rodu
- Albert Potocki
- Antoni Potocki

- Bernard Potocki

- Józef Karol Potocki

- Pantaleon Potocki

- Urszula  Potocka

- Wawrzyniec Potocki